# Liste der Bodendenkmäler in Oberding
Auf dieser Seite sind die Bodendenkmäler in der oberbayerischen Gemeinde Oberding zusammengestellt. Diese Tabelle ist eine Teilliste der Liste der Bodendenkmäler in Bayern. Grundlage ist die Bayerische Denkmalliste, die auf Basis des Bayerischen Denkmalschutzgesetzes vom 1. Oktober 1973 erstmals erstellt wurde und seither durch das Bayerische Landesamt für Denkmalpflege geführt wird. Die folgenden Angaben ersetzen nicht die rechtsverbindliche Auskunft der Denkmalschutzbehörde.

## Bodendenkmäler der Gemeinde Oberding

### Bodendenkmäler in der Gemarkung Eitting
| Lage               | Objekt | Akten-Nr.     | Bild |
| ------------------ | --- | ------------- | ---- |
| Eitting (Standort) | Siedlung vor- und frühgeschichtlicher Zeitstellung. | D-1-7637-0029 |      |
| Eitting (Standort) | Verebnetes Grabenwerk mit Doppelgräben sowie Siedlung vor- und frühgeschichtlicher Zeitstellung, unter anderem der Neolithikums, der Bronzezeit, der Urnenfelderzeit, der Hallstattzeit und der römischen Kaiserzeit. | D-1-7637-0033 |      |

### Bodendenkmäler in der Gemarkung Erding
| Lage              | Objekt | Akten-Nr.     | Bild |
| ----------------- | --- | ------------- | ---- |
| Erding (Standort) | Siedlung vor- und frühgeschichtlicher Zeitstellung, unter anderem Siedlung der Urnenfelderzeit, Herrenhof der Hallstattzeit, Siedlung der Latènezeit und der römischen Kaiserzeit. | D-1-7637-0070 |      |
| Erding (Standort) | Siedlung der Bronzezeit. | D-1-7637-0520 |      |

### Bodendenkmäler in der Gemarkung Notzing
| Lage               | Objekt | Akten-Nr.     | Bild |
| ------------------ | --- | ------------- | ---- |
| Notzing (Standort) | Siedlung vorgeschichtlicher Zeitstellung sowie der römischen Kaiserzeit.                                                                              | D-1-7637-0139 |      |
| Notzing (Standort) | Siedlung vorgeschichtlicher Zeitstellung, unter anderem der Bronzezeit und der Latènezeit, sowie Körpergräber des frühen Mittelalters.                | D-1-7637-0140 |      |
| Notzing (Standort) | Siedlung der späten Bronzezeit und der frühen Urnenfelderzeit.                                                                                        | D-1-7637-0144 |      |
| Notzing (Standort) | Reihengräberfeld des frühen Mittelalters. | D-1-7637-0145 |      |
| Notzing (Standort) | Siedlung der späten Bronzezeit und der Urnenfelderzeit.                                                                                               | D-1-7637-0300 |      |
| Notzing (Standort) | Untertägige mittelalterliche und frühneuzeitliche Befunde im Bereich der Katholischen Filialkirche St. Nikolaus in Notzing und ihrer Vorgängerbauten. | D-1-7637-0403 |      |
| Notzing (Standort) | Untertägige mittelalterliche und frühneuzeitliche Befunde im Bereich von Schloss Notzing und seiner Vorgängerbauten mit abgegangenem Wirtschaftshof.  | D-1-7637-0404 |      |
| Notzing (Standort) | Untertägige frühneuzeitliche Befunde im Bereich der Katholischen Kapelle Hl. Dreifaltigkeit bei Notzing (sog. Brunnmühlenkapelle).                    | D-1-7637-0500 |      |
| Notzing (Standort) | Siedlung vor- und frühgeschichtlicher Zeitstellung.                                                                                                   | D-1-7737-0143 |      |
| Notzing (Standort) | Siedlung des Neolithikums, der Bronzezeit und der römischen Kaiserzeit sowie Körpergräber vor- und frühgeschichtlicher Zeitstellung.                  | D-1-7737-0335 |      |

### Bodendenkmäler in der Gemarkung Oberding
| Lage                | Objekt | Akten-Nr.     | Bild |
| ------------------- | --- | ------------- | ---- |
| Oberding (Standort) | Hölzerner Knüppeldamm vor- und frühgeschichtlicher Zeitstellung. | D-1-7636-0015 |      |
| Oberding (Standort) | Siedlung der mittleren und späten Latènezeit. | D-1-7636-0136 |      |
| Oberding (Standort) | Siedlung der Urnenfelderzeit, der Hallstattzeit sowie der mittleren und späten Latènezeit. | D-1-7637-0026 |      |
| Oberding (Standort) | Siedlung des Jungneolithikums (Altheimer Kultur) und der Hallstattzeit. | D-1-7637-0039 |      |
| Oberding (Standort) | Siedlung der jüngeren Latènezeit sowie des frühen und hohen Mittelalters. | D-1-7637-0150 |      |
| Oberding (Standort) | Siedlung vorgeschichtlicher Zeitstellung, unter anderem der Bronzezeit, der Urnenfelderzeit, der Hallstattzeit und der Latènezeit, sowie Körper- und Brandgräber der mittleren Latènezeit.                                     | D-1-7637-0151 |      |
| Oberding (Standort) | Siedlung der Latènezeit und der römischen Kaiserzeit sowie vermutlich Wüstung des Mittelalters. | D-1-7637-0154 |      |
| Oberding (Standort) | Freilandstation des Mesolithikums, Siedlung des Neolithikums, der frühen und mittleren Bronzezeit, der Hallstattzeit und der späten Latènezeit.                                                                                | D-1-7637-0156 |      |
| Oberding (Standort) | Siedlung des Neolithikums, der späten Bronzezeit, der Urnenfelderzeit, der Hallstattzeit sowie der mittleren und späten Latènezeit.                                                                                            | D-1-7637-0157 |      |
| Oberding (Standort) | Siedlung vor- und frühgeschichtlicher Zeitstellung, unter anderem der frühen Bronzezeit, der Hallstattzeit und der späten Latènezeit.                                                                                          | D-1-7637-0161 |      |
| Oberding (Standort) | Siedlung und Gräber der frühen Bronzezeit. | D-1-7637-0162 |      |
| Oberding (Standort) | Siedlung des Neolithikums. | D-1-7637-0165 |      |
| Oberding (Standort) | Siedlung vorgeschichtlicher Zeitstellung. | D-1-7637-0168 |      |
| Oberding (Standort) | Siedlung vorgeschichtlicher Zeitstellung. | D-1-7637-0169 |      |
| Oberding (Standort) | Siedlung des Jungneolithikums (Münchshöfener Kultur, Altheimer Kultur), der mittleren Bronzezeit und der späten Latènezeit sowie Körpergräber des frühen Mittelalters.                                                         | D-1-7637-0171 |      |
| Oberding (Standort) | Siedlung vor- und frühgeschichtlicher Zeitstellung. | D-1-7637-0176 |      |
| Oberding (Standort) | Körpergräber des frühen Mittelalters. | D-1-7637-0179 |      |
| Oberding (Standort) | Siedlung vor- und frühgeschichtlicher Zeitstellung sowie Körpergräber des frühen Mittelalters. | D-1-7637-0180 |      |
| Oberding (Standort) | Körpergräber des frühen Mittelalters. | D-1-7637-0181 |      |
| Oberding (Standort) | Körpergräber des Endneolithikums oder der frühen Bronzezeit. | D-1-7637-0182 |      |
| Oberding (Standort) | Siedlung vorgeschichtlicher Zeitstellung. | D-1-7637-0183 |      |
| Oberding (Standort) | Siedlung vorgeschichtlicher Zeitstellung, unter anderem der Urnenfelderzeit und der Hallstattzeit sowie Körpergräber vor- und frühgeschichtlicher Zeitstellung.                                                                | D-1-7637-0184 |      |
| Oberding (Standort) | Siedlung vor- und frühgeschichtlicher Zeitstellung. | D-1-7637-0190 |      |
| Oberding (Standort) | Siedlung vor- und frühgeschichtlicher Zeitstellung. | D-1-7637-0191 |      |
| Oberding (Standort) | Siedlung des Altneolithikums (Linearbandkeramik), Körpergräber des Endneolithikums (Glockenbecherkultur), Siedlung der Bronzezeit, Viereckschanzen der späten Latènezeit sowie Handwerksareal der späten römischen Kaiserzeit. | D-1-7637-0195 |      |
| Oberding (Standort) | Siedlung vor- und frühgeschichtlicher Zeitstellung, unter anderem der späten Latènezeit. | D-1-7637-0199 |      |
| Oberding (Standort) | Siedlung und Körpergräber vor- und frühgeschichtlicher Zeitstellung. | D-1-7637-0200 |      |
| Oberding (Standort) | Verebneter Grabhügel und Siedlung vor- und frühgeschichtlicher Zeitstellung. | D-1-7637-0201 |      |
| Oberding (Standort) | Verebnete Grabhügel vorgeschichtlicher Zeitstellung. | D-1-7637-0202 |      |
| Oberding (Standort) | Siedlung vor- und frühgeschichtlicher Zeitstellung, unter anderem der römischen Kaiserzeit. | D-1-7637-0203 |      |
| Oberding (Standort) | Siedlung vorgeschichtlicher Zeitstellung. | D-1-7637-0205 |      |
| Oberding (Standort) | Siedlung vorgeschichtlicher Zeitstellung. | D-1-7637-0206 |      |
| Oberding (Standort) | Verebnete Grabhügel und Siedlung vor- und frühgeschichtlicher Zeitstellung. | D-1-7637-0207 |      |
| Oberding (Standort) | Siedlung vor- und frühgeschichtlicher Zeitstellung. | D-1-7637-0208 |      |
| Oberding (Standort) | Siedlung vor- und frühgeschichtlicher Zeitstellung, unter anderem des südostbayerischen Mittelneolithikums (SOB), der frühen Latènezeit und des frühen Mittelalters.                                                           | D-1-7637-0210 |      |
| Oberding (Standort) | Siedlung vor- und frühgeschichtlicher Zeitstellung. | D-1-7637-0301 |      |
| Oberding (Standort) | Siedlung vor- und frühgeschichtlicher Zeitstellung. | D-1-7637-0309 |      |
| Oberding (Standort) | Siedlung vor- und frühgeschichtlicher Zeitstellung. | D-1-7637-0310 |      |
| Oberding (Standort) | Verebnete Grabhügel vorgeschichtlicher Zeitstellung. | D-1-7637-0314 |      |
| Oberding (Standort) | Siedlung vorgeschichtlicher Zeitstellung. | D-1-7637-0330 |      |
| Oberding (Standort) | Siedlung vor- und frühgeschichtlicher Zeitstellung. | D-1-7637-0335 |      |
| Oberding (Standort) | Siedlung vor- und frühgeschichtlicher Zeitstellung. | D-1-7637-0336 |      |
| Oberding (Standort) | Siedlung vorgeschichtlicher Zeitstellung, unter anderem der Urnenfelderzeit. | D-1-7637-0344 |      |
| Oberding (Standort) | Siedlung vorgeschichtlicher Zeitstellung. | D-1-7637-0345 |      |
| Oberding (Standort) | Siedlung vorgeschichtlicher Zeitstellung. | D-1-7637-0368 |      |
| Oberding (Standort) | Körpergräber des Neolithikums sowie Siedlung und Grabenwerk vor- und frühgeschichtlicher Zeitstellung. | D-1-7637-0375 |      |
| Oberding (Standort) | Siedlung der Bronzezeit. | D-1-7637-0390 |      |
| Oberding (Standort) | Abgegangene Kirche des späten Mittelalters mit Umfassungsmauer und frühneuzeitlicher Eremitenklause (St. Lorenz bei Niederding).                                                                                               | D-1-7637-0392 |      |
| Oberding (Standort) | Verebneter Burgstall des hohen oder späten Mittelalters. | D-1-7637-0393 |      |
| Oberding (Standort) | Untertägige frühneuzeitliche Befunde im Bereich der Katholischen Pfarrkirche St. Korbinian in Schwaig und ihres Vorgängerbaus.                                                                                                 | D-1-7637-0395 |      |
| Oberding (Standort) | Untertägige mittelalterliche und frühneuzeitliche Befunde im Bereich der Katholischen Filialkirche St. Georg in Oberding und ihrer Vorgängerbauten.                                                                            | D-1-7637-0397 |      |
| Oberding (Standort) | Untertägige mittelalterliche und frühneuzeitliche Befunde im Bereich der Katholischen Pfarrkirche St. Martin in Niederding und ihrer Vorgängerbauten.                                                                          | D-1-7637-0399 |      |
| Oberding (Standort) | Untertägige mittelalterliche und frühneuzeitliche Befunde im Bereich der Katholischen Pfarrkirche St. Johannes der Täufer in Aufkirchen und ihrer Vorgängerbauten.                                                             | D-1-7637-0401 |      |
| Oberding (Standort) | Siedlung vorgeschichtlicher Zeitstellung und der römischen Kaiserzeit. | D-1-7637-0488 |      |
| Oberding (Standort) | Siedlung der mittleren Bronzezeit und der Latènezeit sowie Kreisgräben vorgeschichtlicher Zeitstellung und Brandgräber der mittleren Bronzezeit und der Urnenfelderzeit.                                                       | D-1-7637-0495 |      |
| Oberding (Standort) | Verebnete Grabhügel vorgeschichtlicher Zeitstellung. | D-1-7637-0499 |      |
| Oberding (Standort) | Siedlung vorgeschichtlicher Zeitstellung. | D-1-7637-0501 |      |
| Oberding (Standort) | Siedlung vorgeschichtlicher Zeitstellung, unter anderem des Neolithikums. | D-1-7637-0518 |      |
| Oberding (Standort) | Siedlung vorgeschichtlicher Zeitstellung. | D-1-7637-0519 |      |
| Oberding (Standort) | Siedlung vor- und frühgeschichtlicher Zeitstellung, unter anderem der Bronzezeit. | D-1-7637-0524 |      |
| Oberding (Standort) | Bestattungsplatz mit Kreisgraben vor- und frühgeschichtlicher Zeitstellung. | D-1-7637-0541 |      |